# فرودگاه فایتی اوهایو
فرودگاه فایتی اوهایو (به انگلیسی: Fayette County Airport (Ohio)) یک فرودگاه همگانی بهره‌برداری هوایی است که یک باند فرود آسفالت دارد و طول باند آن ۱۵۵۴ متر است. این فرودگاه در کشور ایالات متحده آمریکا قرار دارد و در ارتفاع ۲۹۹ متری از سطح دریا واقع شده است.